# Abraham Cowley

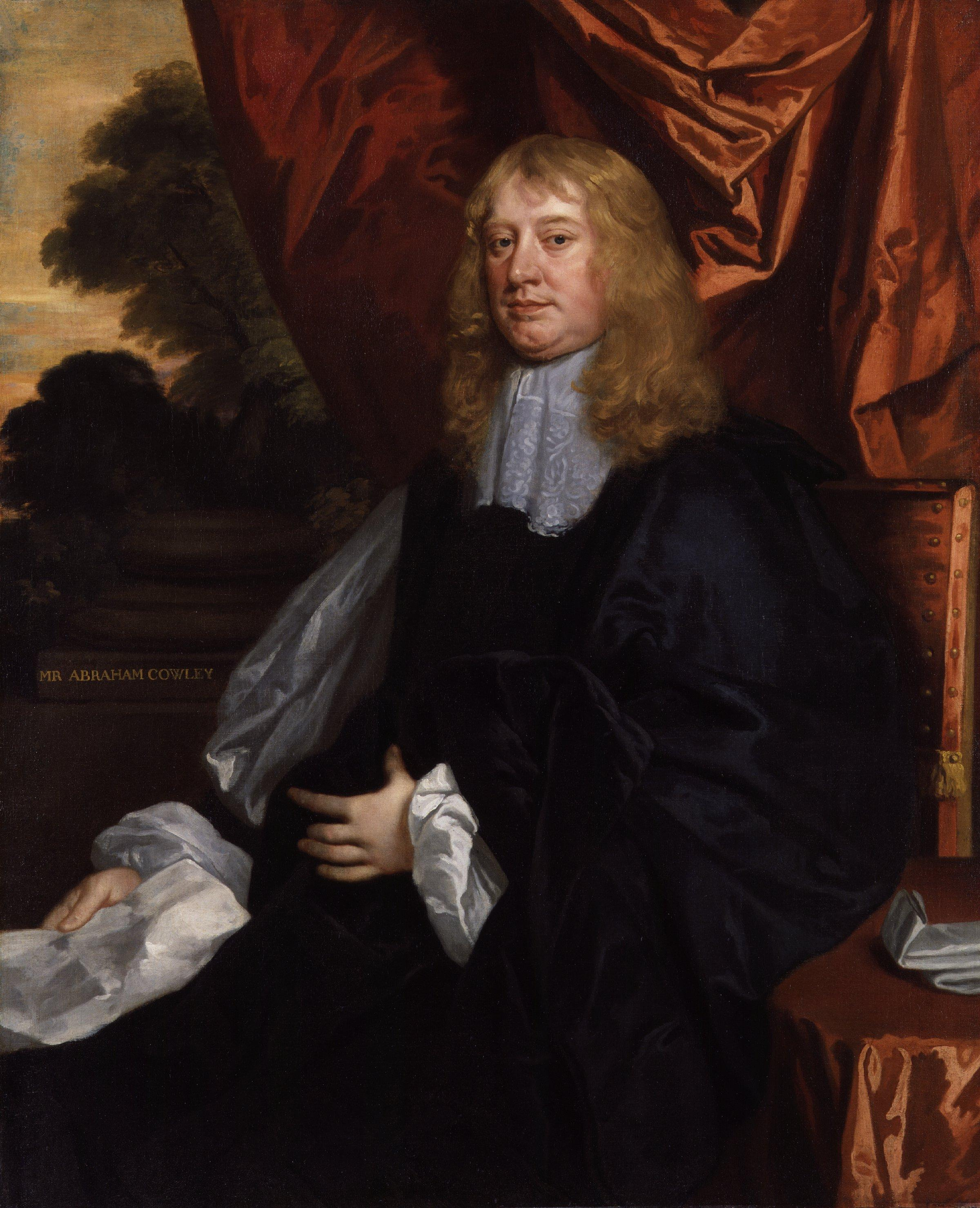
Abraham Cowley, Porträt von Peter Lely

Abraham Cowley (* 1618 in London; † 28. Juli 1667 in Chertsey) war einer der populärsten englischen Dichter des 17. Jahrhunderts.

## Leben
Die wichtigsten Quellen für das Leben Cowleys sind sein autobiographischer Essay „On My Self“ und ein von Thomas Sprat verfasster Lebensbericht, der in der ein Jahr nach Cowleys Tod erschienenen ersten Gesamtausgabe enthalten ist. Sprat lernte Cowley 1657 kennen.

### Kindheit und Jugend
Cowley wurde zwischen August und Dezember 1618 als jüngstes von sieben Kindern des wohlhabenden Schreibwarenhändlers Thomas Cowley geboren, der wenige Monate vor der Geburt Cowleys starb. Das genaue Geburtsdatum ist nicht bekannt, da das entsprechende Kirchenbuch im großen Brand von London 1666 verloren ging. Als Kind fand er bei den Büchern seiner Mutter auch Edmund Spensers The Faerie Queene und war davon tief beeindruckt. Davon beeinflusst verfasste er mit zehn Jahren sein erstes Gedicht, „The Tragicall Historie of Pyramus and Thisbe“. Mit zwölf ging er am St. Peter's College in Westminster zur Schule. Er schrieb zwei weitere längere und einige kurze Gedichte, die zusammen mit seinen Ersten 1633 unter dem Titel Poetical Blossomes veröffentlicht wurden. Daraufhin schrieb er die pastorale Komödie Loves Riddle, die wahrscheinlich schon in Westminster aufgeführt wurde, bevor sie 1638 gedruckt wurde.

### Studium
1636 bewarb sich Cowley an der Universität Cambridge, wo er zunächst abgelehnt, später im selben Jahr aber am Trinity College aufgenommen wurde. Hier entstehen erste Entwürfe zu Davideis, seinem Versepos über den alttestamentlichen König David. Weiterhin schrieb er eine lateinische Komödie namens Naufragium Joculare, die 1638 an seinem College aufgeführt und im selben Jahr veröffentlicht wurde. In den Jahren 1637, 1640 und 1641 beteiligte er sich an von der Universität herausgegebenen Gedichtanthologien. Als Prinz Charles, der spätere Karl II., Cambridge besuchte, gebührte Cowley die Ehre, ein Stück zur Unterhaltung des Prinzen zu inszenieren. So wurde am 12. März 1642 in dessen Gegenwart die Komödie The Guardian uraufgeführt. Weiterhin schrieb Cowley in seiner Zeit in Cambridge eine politische Satire in Versen. Sie trägt in den Handschriften den Titel „The Puritans Lecture“, wurde aber 1642 unter dem Titel A Satire against Separatists und unter dem Pseudonym A. C. Generous veröffentlicht. Im Jahr darauf erhielt Cowley den Master-Grad und wurde dann wegen seiner royalistischen Haltung von der parlamentarisch geprägten Universität entlassen.

### Bürgerkrieg und Commonwealth
Er ging daraufhin nach Oxford, wo er seine zweite Verssatire A Satire. The Puritan and the Papist beendete und anonym veröffentlichte. Er begann 1642 sein Kriegsepos The Civil War und galt während des Bürgerkriegs als bedeutendster Dichter auf der Seite des Königs. Er gelangte in den direkten Umkreis der königlichen Familie und diente König Karl I., als dieser 1644 in Oxford residierte. Als Königin Henrietta Maria nach Frankreich ins Exil ging, gehörte Cowley als Sekretär zu ihrem Gefolge. Er begleitete von Paris aus seinen direkten Vorgesetzten Lord Jermyn, den späteren Earl of St. Albans, auf mehreren Reisen im Auftrag der Königin.
Allerdings war er im Exil auch literarisch tätig: 1647 erschien eine Sammlung von Liebesgedichten namens The Mistress, die später zu seinen meistgelesenen Werken zählte. Die Gedichte in dieser Sammlung, deren Vorbild in der Lyrik John Donnes zu finden ist, kreisen um die petrarkistischen Topoi der spröden Geliebten und der unerwiderten Liebe, schlagen jedoch einen anderen Ton an. Der Sprecher nutzt hier im Stile der metaphysischen Dichtung sein Liebesleid vor allem dazu, durch absurde Übertreibungen, verblüffende Vergleiche und paradoxe Schlussfolgerungen seinen Witz und Scharfsinn unter Beweis zu stellen.
1650 wurde sein bereits 1642 zu Ehren des Prinzen aufgeführtes Stück The Guardian veröffentlicht. 1654 kehrte er nach England zurück und gab vor, vom Dienst zurückgetreten zu sein; in Wahrheit sollte er die Lage in England sondieren. Da er ein Treffen zwischen George Villiers, 2. Duke of Buckingham, und einem Gesandten Oliver Cromwells arrangierte, geriet er beim König in Misskredit. Auch die Machthaber des Commonwealth wurden auf ihn aufmerksam: er wurde am 12. April 1655 verhaftet, am folgenden Tag in Whitehall verhört und eingesperrt. Charles Scarborough, ein Freund aus Studienzeiten und späterer Leibarzt Karls II., bezahlte die Kaution von 1000 Pfund, worauf Cowley freikam.
Vor und während seiner Haftzeit bereitete er den Gedichtband Poems vor, der 1656 erschien und sowohl bereits veröffentlichte als auch neue Gedichte enthielt, u. a. mehrere Elegien auf verstorbene Zeitgenossen, z. B. seinen Dichterkollegen Richard Crashaw. In diesem Band distanzierte er sich von seinen früheren politischen Gedichten und von The Guardian und sprach von einem angeblichen Wunsch, nach Amerika auszuwandern. Damit wollte er weiteren Repressionen ausweichen. Im selben Jahr erschien in vier Bänden das bereits in Cambridge begonnene Epos Davideis sowie Pindarique Odes, ein Band mit bereits in Frankreich verfassten, von Pindar beeinflussten Oden, die in ihrer unregelmäßigen Form mit Enthusiasmus und Ergriffenheit herausragende Individuen wie Thomas Hobbes besingen oder abstrakte Themen wie das Schicksal oder die Dichtung thematisieren. Dadurch machte er diese Gedichtform in England populär, was bis ins frühe 19. Jahrhundert nachwirkte.
Cowleys Epos Davideis gehört gleichermaßen zu seinen ambitioniertesten Werken. Wie John Milton in Paradise Lost (1667) stellt er damit die klassische Gattung des Epos mit einer alttestamentarischen Thematik in die Tradition des Christentums. Von den geplanten zwölf Bänden vollendete Cowley jedoch nur vier.
In den Jahren 1656 und 1657 zog sich Cowley nach Kent zurück, um sich mit Medizin und Botanik zu beschäftigen. Sprat vermutet aber, dass er weiter für die Krone arbeitete und seine naturwissenschaftliche Tätigkeit nur eine Tarnung darstellte. Allerdings erhielt er einen Doktortitel in Medizin von der University of Oxford.
Danach war er wieder schriftstellerisch aktiv, so erschien 1661 die anti-Cromwellianische Satire The Visions and Prophecies Concerning England, Scotland and Ireland und 1663 die Komödie Cutter of Coleman Street. Beides entstand aber schon Ende der 1650er Jahre. 1659 kehrte Cowley kurzzeitig nach Frankreich zur königlichen Familie zurück, wo man aber, nicht zuletzt wegen seiner Distanzierung von seinen politischen Werken im Vorwort zu Poems, an seiner Loyalität zweifelte. Bei der Wiedereinführung der Monarchie 1660 war er wieder in London.

### Die letzten Jahre
Cowley wurde Anteilseigner des Duke's Theatre, wo er mit William Davenant zusammenarbeitete. Cutter of Coleman Street wurde vor der Veröffentlichung sowohl dort als auch bei Hof aufgeführt. Er beschäftigte sich nun auch zunehmend mit der Wissenschaft. Sein 1661 veröffentlichter Essay A Proposition for the Advancvement of Learning von 1661 enthält einen detaillierten Plan zum Aufbau einer Bildungs- und Forschungsinstitution, der wesentlich zur Gründung der Royal Society beitrug. 1663 erschien Cowleys letzter Gedichtband, Verses, upon Several Occasions. Danach zog er sich aufs Land zurück, zunächst nach Barnes, später nach Chertsey. Hier schrieb er die verbleibenden vier Bände des auf sechs Bände angelegten Plantarum. Die ersten beiden wurden bereits 1662 veröffentlicht.
Er hatte vor, weitere Essays zu schreiben, allerdings verschlechterte sich sein Gesundheitszustand. Cowley litt an Diabetes und starb mit 49 Jahren an einer Lungenentzündung. Er wurde am 3. August 1667 in der Poet's Corner der Westminster Abbey beigesetzt.

## Rezeption

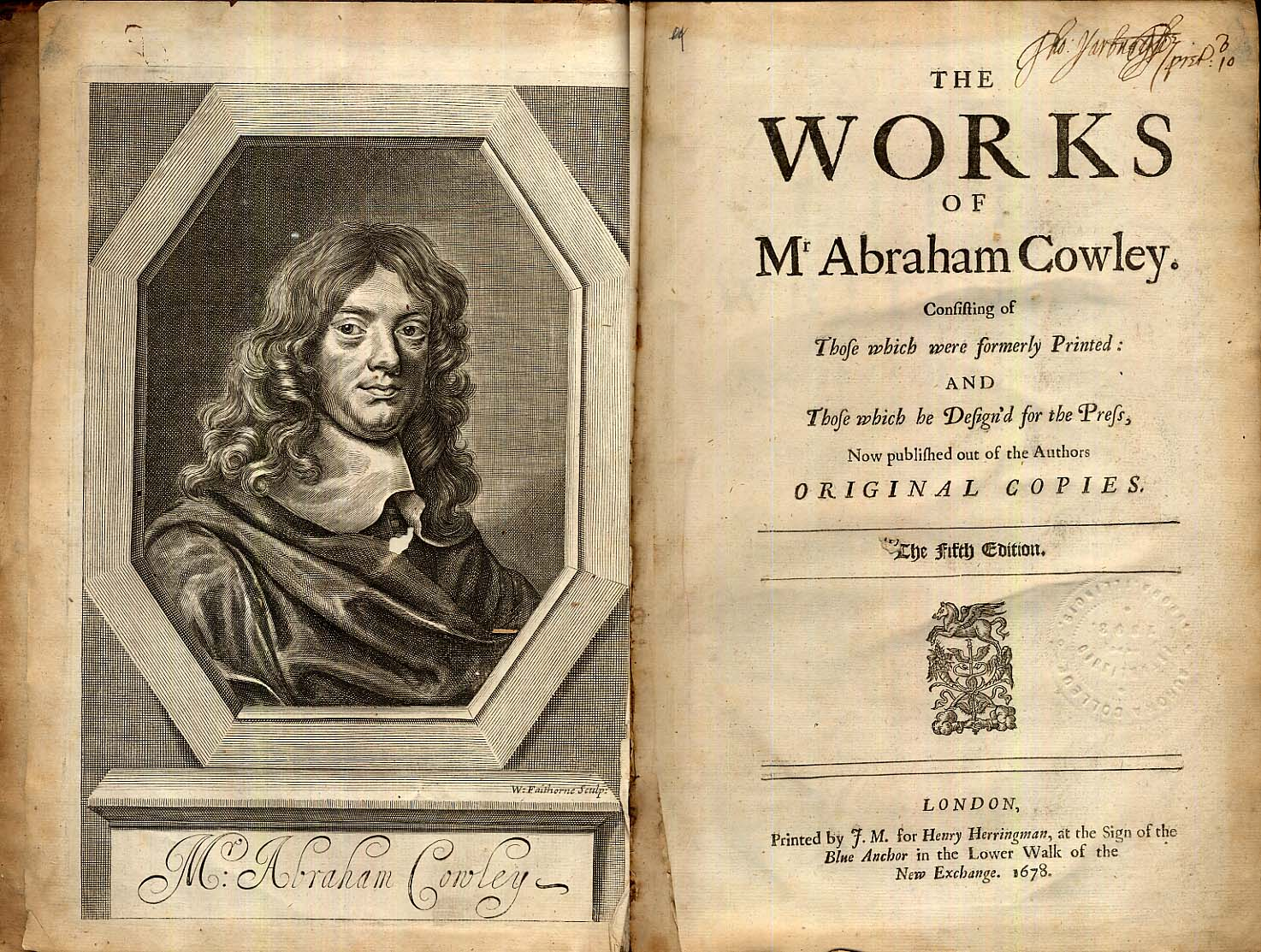
Frontispiz und Titel der 5. Auflage der Gesamtausgabe, 1678

1675 wurde an seiner Grabstätte auf Veranlassung des Herzogs von Buckingham ein Denkmal für ihn aufgestellt. Bereits im Jahr nach seinem Tod erschien, neben einer Ausgabe seiner lateinischen Gedichte, eine erste Gesamtausgabe, die in den folgenden Jahrzehnten 15 Auflagen erlebte. Trotz der großen Popularität des Dichters zu Lebzeiten und in der ersten Zeit nach seinem Tod geriet er allmählich in Vergessenheit.
Die im 18. Jahrhundert beginnende Kritik gegen John Donne und die ihm folgenden metaphysischen Dichter vor allem durch Samuel Johnson, einen der einflussreichsten Gelehrten und Literaturkritiker dieser Zeit, wurde auch Cowley zum Verhängnis. Auf dem Hintergrund dieser literaturkritischen Tradition wird er auch in der jüngeren Rezeptionsgeschichte nicht als gleichrangig mit anderen Dichtern der frühen Neuzeit wie etwa Edmund Spenser oder John Donne angesehen.
Für Cowleys dichterisches Schaffen spricht dennoch die Tatsache, dass Samuel Johnson ungeachtet seiner Vorbehalte gegen den poetischen Stil Cowleys ebenso wie John Dryden in der Nachfolge nicht umhin konnten, diesem Autor ihren Respekt, wenn nicht gar ihre Begeisterung zuzugestehen.
Sein Gedicht „Der Weiberfreund“ wurde von Franz Schubert vertont (D. 271).